# Margarete Lenore Selenka
Margarete Lenore Selenka (née Heinemann le 7 octobre 1860 à Hambourg - morte le 16 décembre 1922 à Munich) était une militante pacifiste allemande de premier plan.

## Biographie
Fille d'un marchand, Margarete Lenore Selenka épouse en 1886 l'écrivain Ferdinand Neubürger, dont elle divorce en 1893 pour épouser le mari de sa sœur défunte, Emil Selenka. Elle accompagne son mari lors ses voyages anthropologiques.
Peu à peu Selenka entre dans le mouvement féministe et organise le premier rassemblement féministe lors de la Première conférence de La Haye en 1899. Avec d'autres grandes féministes telle qu'Helene Stöcker, Selenka organise le mouvement. Membre de la Deutsche Friedensgesellschaft, Selenka assure la position du mouvement féministe au sein du mouvement pacifiste. Elle rejoint plus tard la Ligue internationale des femmes pour la paix et la liberté.

## Literature
- (en) Ute Katzel, « A Radical Women's Rights and Peace Activist: Margarethe Lenore Selenka, Initiator of the First Worldwide Women's Peace Demonstration in 1899 », dans : Journal of Women's History - Volume 13, Number 3, Autumn 2001, p. 46-69. online